# Pools voetbalelftal (mannen)
Het Pools voetbalelftal (Pools: polska reprezentacja narodowa) is een team van voetballers dat Polen vertegenwoordigt in internationale wedstrijden. De bijnaam is Biało-czerwoni (wit-roden). Deze bijnaam komt van de kleuren van het thuistenue die op de nationale vlag terugvallen.
Het Poolse team speelde zijn eerste interland op 18 december 1921 in Boedapest tegen het Hongaars voetbalelftal, en verloor met 1-0 van de thuisploeg. Polen won op de Olympische Spelen van 1972 in München de gouden medaille, gevolgd door de zilveren medaille, vier jaar later in Montreal. Op de WK's van 1974 en 1982 eindigde Polen op de derde plaats.

## Geschiedenis

### 1921 - 1966 De beginjaren

#### 1921 - 1939

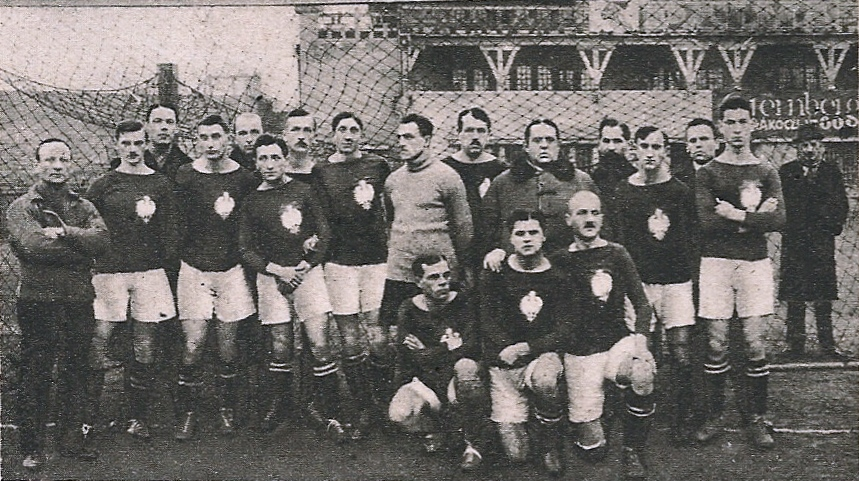
Pools voetbalelftal, 1921.

Polen speelde zijn eerste internationale wedstrijd tegen Hongarije op 18 december 1921, het verloor met 1-0. De eerste Poolse voetbalfederatie werd echter al opgericht op 25 juni 1911 in Lemberg, toen Polen nog geen onafhankelijk land was. In 1924 deed het mee aan de Olympische Spelen in Parijs, het verloor in de eerste ronde met 5-0 van Hongarije. Polen schreef zich in voor het WK van 1934, door een 1-2 thuisnederlaag tegen Tsjecho-Slowakije werd kwalificatie niet afgedwongen. Op de Olympische Spelen in Berlijn in 1936 werd de halve finale bereikt na overwinningen op Hongarije en Groot-Brittannië, nederlagen tegen Oostenrijk en Noorwegen leverde uiteindelijk de vierde plaats op.

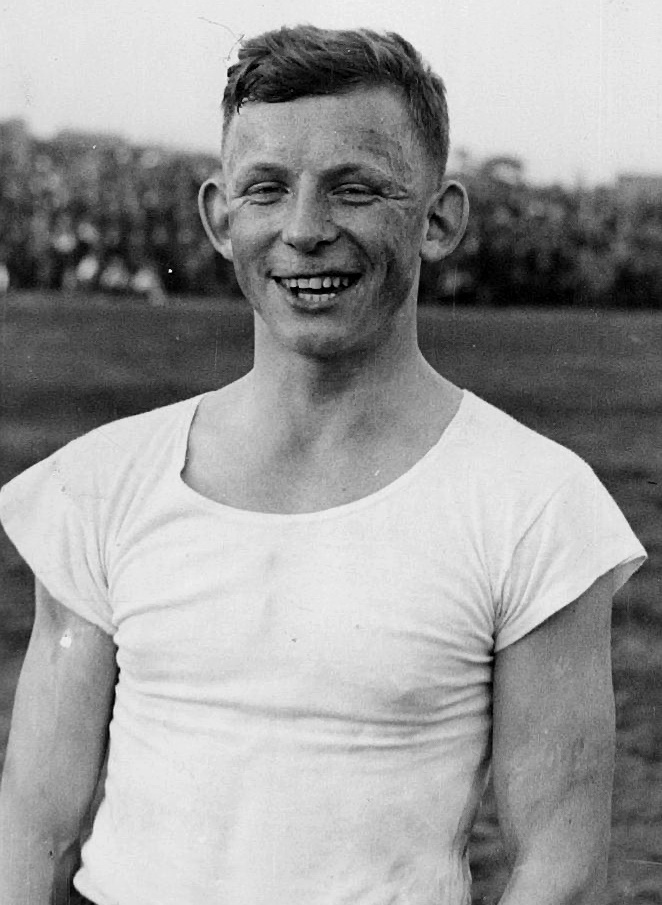
Ernest Wilimowski

De stijgende lijn werd voortgezet in het kwalificatie-toernooi voor het WK van 1938, door een 4-0 overwinning op Joegoslavië werd voor de eerste keer WK-kwalificatie afgedwongen. In de eerste ronde van het WK in Frankrijk was Brazilië de eerste tegenstander, in de eerste helft stond Polen met 3-1 achter. In de tweede helft begon het te regenen, hetgeen in het nadeel was van de Zuid-Amerikanen die problemen hadden met hun schoeisel, Polen kwam terug in de wedstrijd en na 90 minuten ston het 4-4. In de verlenging boog Polen uiteindelijk het hoofd met een 6-5 nederlaag, op Zwitserland-Oostenrijk van 1954 (7-5) na de doelpuntrijkste wedstrijd in de WK-geschiedenis. Opvallendste man was Ernest Wilimowski, hij scoorde vier doelpunten, de Brazilianen waren zo onder de indruk dat ze hem wilden overhalen om zich te naturaliseren tot Braziliaan.
Op 27 augustus 1939 speelde Polen tegen de nummer twee van het laatste WK Hongarije en won met 4-2, Wilimowski scoorde driemaal. Vier dagen later viel Nazi-Duitsland Polen binnen en begon de Tweede Wereldoorlog. Wilimowski werd door de Duitsers gezien als een Volkduitser en speelde nog acht wedstrijden voor Nazi-Duitsland waarin hij dertien doelpunten scoorde. Na de oorlog werd hij in Polen gezien als een verrader en vertrok naar Duitsland, hij zou geen internationale wedstrijden meer spelen.

#### 1946 - 1966

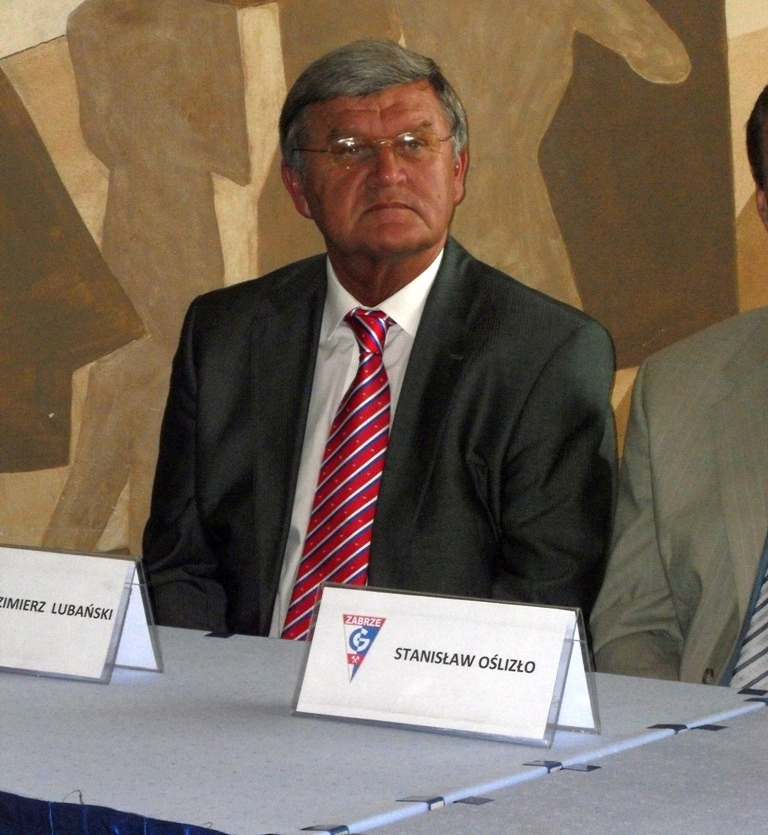
Włodzimierz Lubański

Na de oorlog volgde een moeizame periode, dieptepunt was een 8-0 nederlaag tegen Denemarken, tot op heden de grootste nederlaag in de Poolse geschiedenis. Het schreef zich in voor het WK van 1954, tegenstander zou zijn Olympisch kampioen Hongarije van Ferenc Puskas, op dat moment gezien als het sterkste team van de wereld, Polen trok zich terug. In het kwalificatie-toernooi van 1958 was opnieuw een Olympisch kampioen de voornaamste tegenstander de Sovjet-Unie. Het begon de cyclus met een 3-0 nederlaag in Moskou, maar door een 2-1 overwinning in Chorzờw werd een beslissingswedstrijd afgedwongen. In Oost-Berlijn werd met 2-0 verloren.
In de periode daarna was Polen weinig succesvol, in zes wedstrijden voor kwalificatie voor het EK 1960, WK 1962 en EK 1964 werd één keer gelijk gespeeld en vijf keer verloren, tegenstanders waren Spanje, Joegoslavië en Noord-Ierland. Voor het WK van 1966 boekte het voor de eerste keer sinds de Tweede Wereldoorlog een aansprekend succes, het won in Glasgow met 1-2 van Schotland. De overige uitwedstrijden eindigden in een deceptie, Polen verloor met 2-0 van Finland en werd definitief uitgschakeld na een 6-1 nederlaag tegen Italië. Włodzimierz Lubański brak in deze periode door, hij scoorde vijf keer in twee wedstrijden.

### 1966 - 1986 Gouden generatie wint twee keer brons op WK's

#### 1966 - 1972

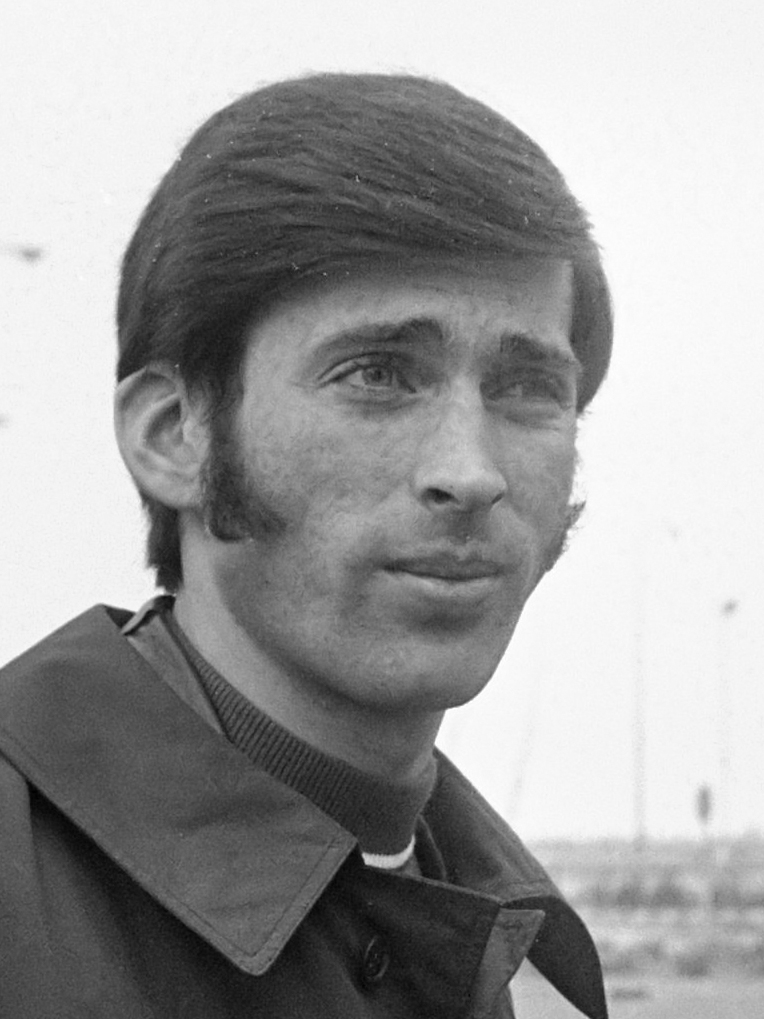
Kazimierz Deyna

Voor het EK van 1968 won Polen tweemaal van België, maar twee nederlagen tegen Frankrijk en een gelijkspel tegen Luxemburg werden de ploeg fataal. In die periode brak spelmaker Kazimierz Deyna door. Voor het WK van 1970 streed het met het eveneens opkomende Nederland en Bulgarije om een plaats, het kwam één punt tekort ten opzichte van Bulgarije. Voor het EK van 1972 was het Duitsland van Franz Beckenbauer en Gerd Müller nog te sterk, het verloor thuis met 1-3 van de latere Europese kampioen. Ook tegen de zwakkere landen waren er teleurstellende resultaten, in Albanië bleef het 1-1 en in Turkije werd er verloren.
In dezelfde periode werd Kazimierz Górski aangesteld als manager, hij werd de architect van het dynamische Polen van de jaren zeventig. Op de Olympische Spelen in 1972 won Polen door de gouden medaille door in de finale met 2-1 van Hongarije te winnen. Deyna scoorde beide doelpunten in de finale en werd topscorer van het toernooi met negen doelpunten. Vier jaar later haalde Polen opnieuw de finale, het verloor in Montreal met 3-1 van Oost-Duitsland.

#### WK 1974

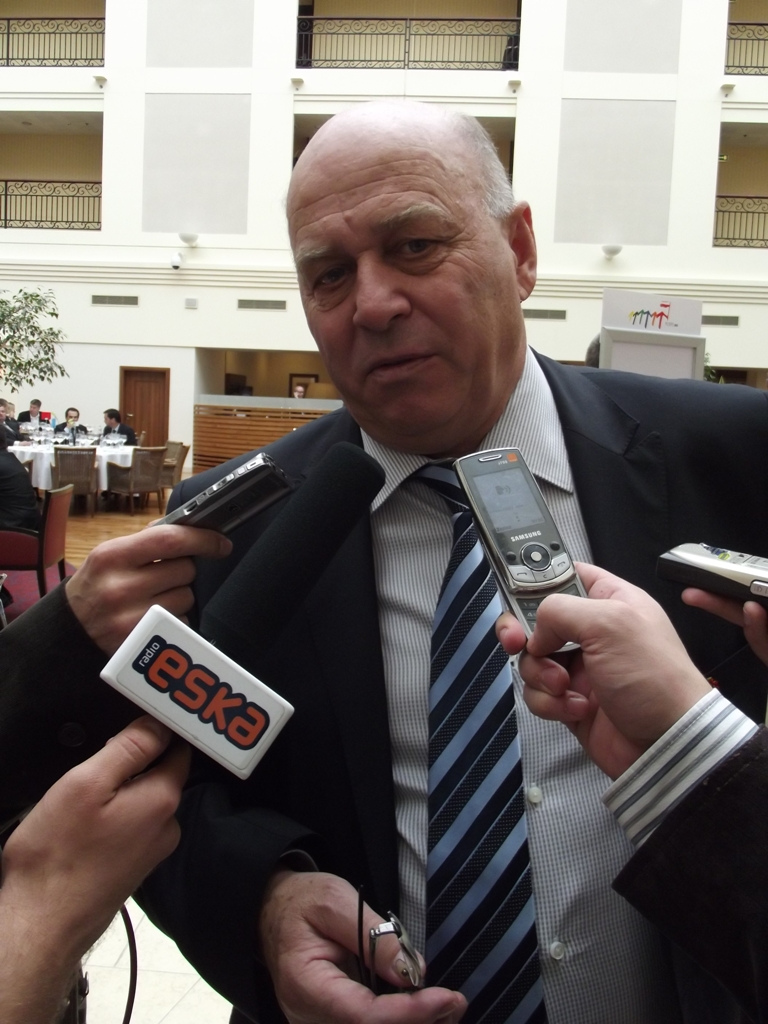
Grzegorz Lato

De Olympisch kampioen begon de kwalificatie teleurstellend met een 2-0 nederlaag tegen Wales, in de thuiswedstrijden waren de Polen met een 2-0 zege op de wereldkampioen van 1966 Engeland en een 3-0 zege op Wales terug in de race. Tegen Engeland behoorde Lubański tot de doelpuntenmakers, maar na een charge was hij twee jaar geblesseerd. De beslissing moest vallen in de uitwedstrijd tegen Engeland, Polen zou genoeg hebben aan een gelijkspel. Engeland viel onverdroten aan, maar keeper Jan Tomaszewski, vooraf door gelegenheidscommentator Brian Clough als clown neergezet, was niet te passeren. Bij een spaarzame tegenaanval scoorde Jan Domarski en de druk van de Engelsen werd heftiger, maar Tomaszewski was alleen nog te passeren uit een strafschop. Polen plaatste zich voor de eerste keer sinds 1938 voor het WK en groeide samen met het Nederland van Johan Cruijff uit tot de smaakmaker van het WK in West-Duitsland. Na acht minuten stond Argentinië al met 2-0 voor door doelpunten van de spitsen Grzegorz Lato en Andrzej Szarmach, de eindstand werd 3-2 voor Polen. Na een 7-0 overwinning op Haïti (3 keer Szarmach) was Polen al na twee wedstrijden zeker van de tweede ronde, maar het deed nog zijn sportieve plicht door vice-wereldkampioen Italië met 2-1 te verslaan en ook definitief uit te schakelen. In de tweede ronde ging de zegetocht verder met zeges op Zweden en Joegoslavië, Polen moest echter voor de zesde keer dit toernooi winnen om de finale te halen, West-Duitsland had een beter doelsaldo. Voor de wedstrijd in Frankfurt had het de hele dag geregend, het veld was zo goed als onbespeelbaar. Polen was als aanvallende ploeg in het nadeel en dankzij reflexen van doelman Sepp Maier en een doelpunt van Gerd Müller wonnen de Duitsers met 1-0. Bekroning op een uitstekend toernooi volgde in de "kleine finale", aftredend wereldkampioen Brazilië werd met 1-0 verslagen door een doelpunt van Lato. Lato werd topscorer van het toernooi met zeven doelpunten, Szarmach werd gedeeld tweede met vijf doelpunten en Deyna en Lato werden opgenomen in het All-Star Team.

#### EK 1976
Loting voor het EK in 1976 was pittig met onder andere Nederland en Italië als tegenstanders. Na een 0-0 in Rome werd een intern verdeeld Nederlands elftal met 4-1 weggespeeld, Szarmach scoorde tweemaal. Bij de return in Amsterdam waren de rollen omgedraaid, Nederland won met 3-0. Met nog één wedstrijd te spelen had Polen één punt achterstand op Nederland, beide landen moesten nog tegen Italië. Polen kwam niet verder dan 0-0 tegen Italië en Nederland kwalificeerde zich nu met een kleine nederlaag (1-0) voor de kwartfinales.

#### WK 1978

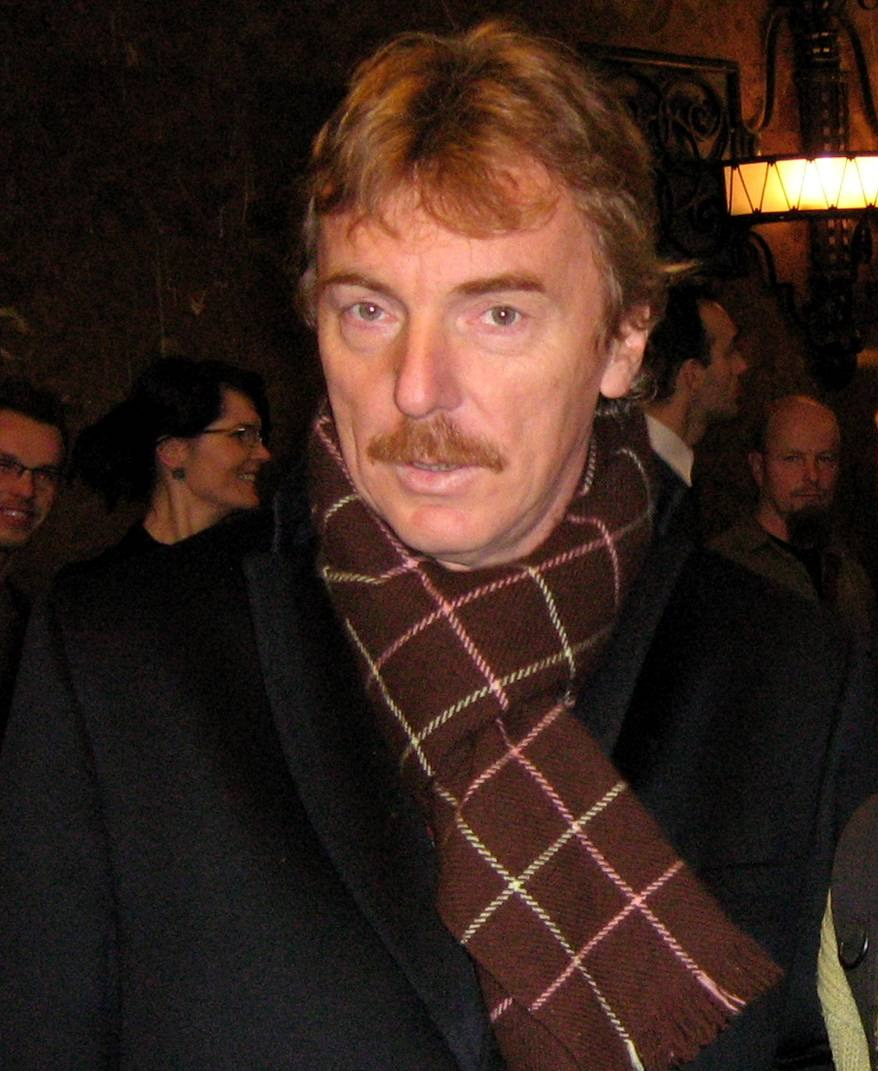
Zbigniew Boniek

Polen had weinig problemen zich te plaatsen voor het WK, in de eerste wedstrijd werd de voornaamste tegenstander Portugal in Lissabon met 0-2 verslagen door twee doelpunten van Lato en een 1-1 gelijkspel in de return was genoeg om zich te plaatsen. Alle sterren van het vorige WK waren nog steeds present aangevuld met de weer herstelde Lubański en het nieuwe talent Zbigniew Boniek. In de openingswedstrijd van het WK in Argentinië speelde Polen in een wedstrijd zonder hoogtepunten doelpuntloos gelijk tegen West-Duitsland. Zonder te imponeren werd de tweede ronde bereikt met overwinningen op Tunesië en Mexico. In de tweede ronde speelde het louter tegen Zuid-Amerikaanse landen. Tegen Argentinië hervond Polen zijn vorm, maar de omstandigheden zaten niet mee, het vijandige publiek, Mario Kempes die twee keer scoorde en de scheidsrechter die een strafschop gaf na duidelijk handsspel van Kempes, maar dezelfde Kempes niet uit het veld stuurde. De strafschop werd bij een 1-0 stand gemist en Kempes scoorde later de beslissende 2-0. Na een 1-0 overwinning op Peru moest er gewonnen worden van Brazilië om in ieder geval de kleine finale te halen. Na een 1-1 stand bij de rust werden de Polen in de tweede helft overlopen en verloren met 3-1.

#### EK 1980
Loting voor het EK was opnieuw pittig met Nederland en Oost-Duitsland als opponenten, Polen verloor in Leipzig met 2-1 van Oost-Duitsland en won met 2-0 van Nederland in Chorzów. Nadat Polen thuis niet verder kwam dan een 1-1 gelijkspel tegen Oost-Duitsland moest er gewonnen worden in Amsterdam. Na zeven minuten kwam Polen op voorsprong via Rudy, maar een omhaal van Huub Stevens zorgde voor de gelijkmaker. Polen eindigde op de tweede plaats met één punt achterstand op Nederland.

#### WK 1982

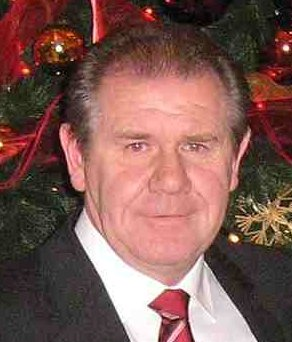
Włodzimierz Smolarek

Oost-Duitsland was opnieuw een opponent voor kwalificatie voor het WK van 1982. Nu ging het veel voorspoediger, Polen won de thuiswedstrijd met 1-0 door een vrije trap van Andrzej Buncol en stond in de return al na vijf minuten met 2-0 voor. Włodzimierz Smolarek was de nieuwe belofte, hij scoorde tweemaal. Polen begon het WK in Spanje met doelpuntloze gelijke spelen tegen Italië en Kameroen. Na een ruststand van 0-0 denderde Polen in de tweede helft over Peru heen, in twintig minuten werd er vijf keer gescoord. De wedstrijd tegen België was de definitieve internationale doorbraak van Boniek, hij scoorde driemaal en verdiende een transfer naar de Italiaanse topclub Juventus. Omdat de Sovjet-Unie slechts met 1-0 van België won had Polen een gelijkspel nodig om de halve finale te halen. De wedstrijd was beladen vanwege de politieke situatie in Polen, een half jaar had de Poolse communistische regering de noodtoestand in het land uitgeroepen, zeer waarschijnlijk onder dwang van een Russische inval. Meest opvallende aan de wedstrijd was dat er heel de wedstrijd een spandoek van de verboden vakbond Solidairiteit hing, de wedstrijd eindigde zonder doelpunten. Voor de halve finale tegen Italië was Boniek geschorst, Polen had niet meer in te brengen dan hard spel en verloor met 2-0 door doelpunten van Paolo Rossi. De wedstrijd om het brons werd met 3-2 gewonnen van Frankrijk, hetzelfde resultaat als acht jaar geleden. Opvallend was dat Polen van de zeven wedstrijden  slechts drie keer doelpunten produceerde, in die drie wedstrijden werden liefst elf doelpunten gescoord.

#### EK 1984
Hoe succesvol het Poolse team in die jaren was in de WK-toernooien, het haalde nooit de eindronde van het EK. Polen begon met een 2-3 uitzege op Finland, maar het bleek de enige overwinning te zijn in zes wedstrijden. De thuiswedstrijden tegen Finland en de Sovjet-Unie werden gelijk gespeeld door eigen doelpunten en er werd twee keer verloren van de verrassende winnaar Portugal. Een jaar later nam Lato afscheid van het nationale team met 100 interlands, op dat moment een record.

#### WK 1986

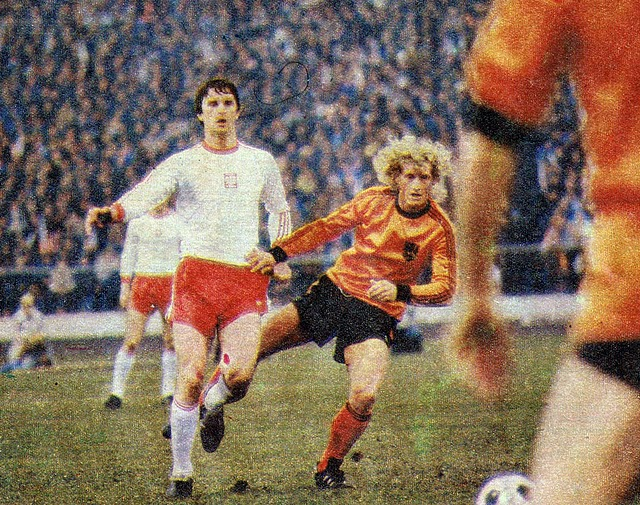
Władysław Żmuda in duel met Kees Kist tijdens Polen - Nederland op 2 mei 1979.

Polen begon de kwalificatie stroef met een gelijkspel thuis tegen Albanië en een 2-0 nederlaag tegen de enige concurrent België, maar zeges in Griekenland en Albanië zorgde ervoor dat een gelijkspel tegen België genoeg zou zijn voor plaatsing. In een terughoudende wedstrijd werd er niet gescoord en voor de vierde keer op rij nam Polen deel aan een WK-toernooi. Van de "Gouden Generatie" van de jaren zeventig waren alleen Boniek en verdediger Władysław Żmuda nog over, het team had flink aan kwaliteit ingeboet, het nieuwe talent Dariusz Dziekanowski kon de verwachtingen niet waarmaken. Polen begon het WK in Mexico met een doelpuntloos gelijkspel tegen Marokko, waarna Portugal met 1-0 werd verslagen door een doelpunt van Smolarek. In de laatste groepswedstrijd werd Polen in de eerste helft overspeeld door Engeland dankzij een hattrick van Gary Lineker. Als een van de beste nummers drie plaatste Polen zich toch voor de achtste finale, tegenstander was Brazilië. Na een veelbelovend begin (schoten op paal en lat) werd Polen met name in de tweede helft overspeeld: 4-0. Polen moest naar huis met de ontluisterende doelcijfers: een voor en zeven tegen. Zmuda nam afscheid met 21 wedstrijden in vier WK-toernooien, een record dat hij op dat moment deelde met Uwe Seeler.

### 1986 - 2000 De donkere jaren
Na dit mislukte WK leek het Nederland van Ruud Gullit en Marco van Basten de belangrijkste concurrent voor een EK-toernooi. Na een verdienstelijk gelijkspel in Amsterdam volgden echter een gelijkspel tegen Cyprus en nederlagen tegen Griekenland en Hongarije. Polen eindigde op de vierde en voorlaatste plaats in zijn groep met zes punten achterstand op de latere Europese kampioen Nederland. Voor het WK van 1990 eindigde Polen opnieuw op de voorlaatste plaats met een achterstand op Zweden en Engeland van respectievelijk vijf en vier punten.
Voor het EK in 1992 streed Polen met Engeland en Ierland om één ticket, alleen de wedstrijd in Londen werd verloren: 2-0. Op de laatste speeldag stond Polen een kwartier voor tijd voor tegen Engeland, als Ierland niet won van Turkije was Polen geplaatst. Gary Lineker vonniste opnieuw het lot van de Polen met de gelijkmaker en met twee punten achterstand op Engeland en één op Ierland eindigde Polen op de derde plaats.

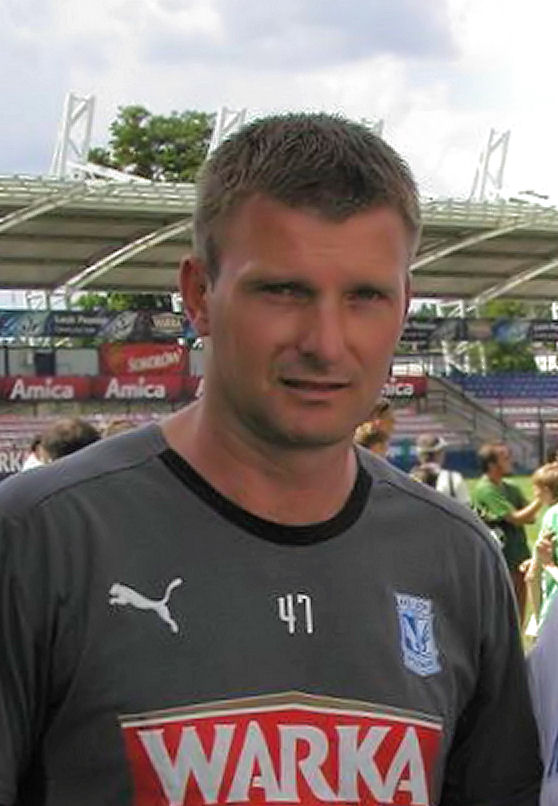
Andrzej Juskowiak

Hoop gloorde in 1992, toen Poolse jeugdteam de zilveren medaille pakte op de Olympische Spelen in Barcelona, er werd pas in de slotfase verloren van het gastland, het duo Andrzej Juskowiak en Wojciech Kowalczyk vormde een gevreesd aanvalsduo met elf doelpunten bij elkaar. Op het hoogste internationale niveau kon het duo echter de belofte niet waarmaken. Voor het WK van 1994 leek Polen haverwegde de competitie de strijd met Noorwegen, Nederland en Engeland met acht doelpunten uit vijf wedstrijden, maar de laatste vijf wedstrijden gingen allemaal verloren (doelcijfers: twee voor en twaalf tegen). Ondanks de aanwezigheid van teams als Azerbeidzjan, Israël en Slowakije wist Polen voor het EK van 1996 geen enkele uitwedstrijd te winnen, Polen eindigde op de vierde plaats achter Roemenië, Frankrijk en het debuterende Slowakije. WK-kwalificatie voor het WK van 1998 was al snel een "mission impossible" met Italië en (alweer) Engeland als tegenstanders, tekenend was een 3-0 nederlaag tegen Georgië, waarmee een gedeelde derde plaats mee eindigde.

#### EK 2000
Voor de eerste keer sinds 1986 werd er gewonnen van een tegenstander van formaat, Bulgarije werd in eigen land met 0–3 verslagen. Polen streed met Engeland om de tweede plaats in de groep achter Zweden. In de voorlaatse speeldag speelde Polen tegen Engeland, er werd niet gescoord, Engeland was uitgespeeld, Polen had evenveel punten, maar moest nog een wedstrijd spelen, uit tegen het al gesplaatste Zweden. Polen verloor echter de wedstrijd met 2–0 en op doelsaldo ging Engeland door naar de play-offs. Na dit nieuwe debacle werd bondscoach Janusz Wojcik ontslagen. Opmerkelijk in deze donkere jaren was dat van de zeven cyclussen vijf keer Engeland tot de tegenstanders behoorde; Polen speelde vier keer gelijk, verloor zes keer en won geen enkele keer.

### 2000 - 2012 Vier mislukte toernooien

#### WK 2002

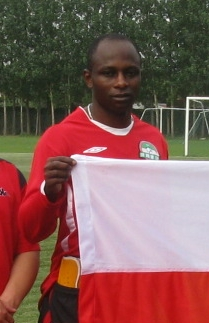
Emmanuel Olisadebe

Polen plaatste zich voor de eerste keer sinds 1986 voor een groot internationaal toernooi, na acht van de tien speeldagen was kwalificatie zeker na een 3–0 zege op Noorwegen. De voorsprong was vier punten op Oekraïne. Opvallendste speler was Emmanuel Olisadebe, de Nigeriaan was een maand voor de kwalificatie genaturaliseerd tot Pool en scoorde acht keer. Het WK in Zuid-Korea en Japan was echter een flop, Polen verloor kansloos van Zuid-Korea en Portugal. De laatste wedstrijd tegen de Verenigde Staten werd nog gewonnen, maar na het toernooi werd bondscoach Jerzy Engel ontslagen.

#### EK 2004
Boniek werd zijn opvolger, maar nam al in november 2002 ontslag, Polen verloor onder zijn leiding met 0–1 van Letland. Op de zesde speeldag kwam Polen terug in de race met een 0–2 overwinning op Letland, maar na een nieuwe thuisnederlaag nu tegen Zweden en een Letse zege op het geplaatste Zweden eindigde Polen op de derde plaats.

#### WK 2006

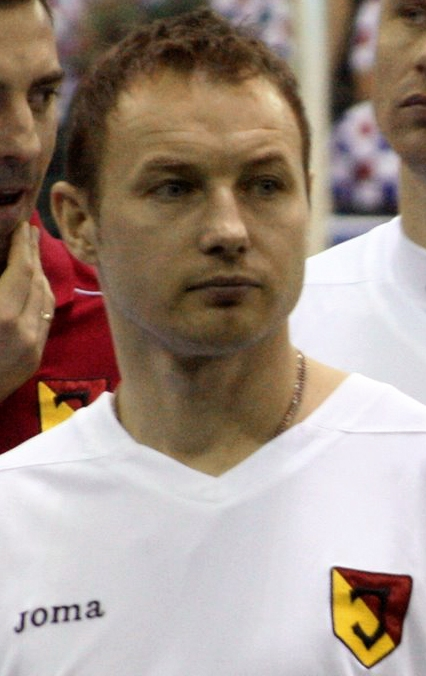
Tomasz Frankowski

Polen verloor twee keer van eeuwige rivaal Engeland, maar de andere wedstrijden werden allemaal gewonnen, waardoor Polen als een van de beste nummers twee van de Europese poules zich rechtstreeks plaatste. Hoogtepunt was een 8–0 overwinning op Azerbeidzjan. Een van de topscorers van het Poolse team in de kwalificatie, Tomasz Frankowski (zeven doelpunten), werd niet geselecteerd voor het WK evenals doelman Jerzy Dudek, die bij de Champions League finale als doelman van FC Liverpool een heldenrol verrichtte. Het WK in Duitsland werd opnieuw geen succes, in de eerste wedstrijd werd meteen verloren van Ecuador (2–0). In de wedstrijd tegen Duitsland herstelde Polen zich qua veldspel en creëerde net als Duitsland veel kansen. Na twee keer geel van Radosław Sobolewski in de 75e minuut was het alleen nog maar eenrichtingsverkeer richting het Poolse doel, uiteindelijk capituleerde de uitblinkende doelman Artur Boruc in de blessure-tijd door een doelpunt van Oliver Neuville. Polen won nog wel de laatste wedstrijd van Costa Rica, maar na deze nieuwe zeperd werd coach Paweł Janas ontslagen.

#### EK 2008

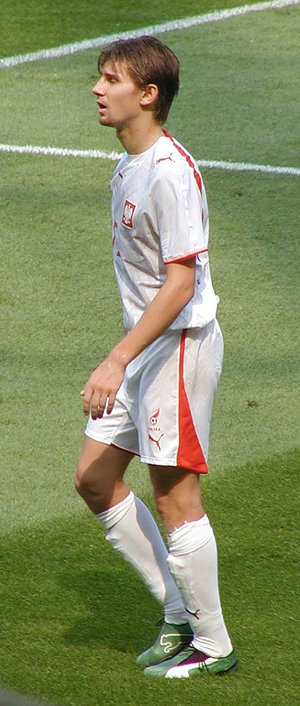
Euzebiusz Smolarek

Na het EK werd de Nederlander Leo Beenhakker aangesteld als bondscoach, het begin van de kwalificatie was teleurstellend met twee thuiswedstrijden die niet gewonnen werden, 1–3 tegen Finland en 1–1 tegen Servië. Daarna volgde zes overwinningen, waaronder een 2–1 zege op Portugal en een uitoverwinning op België. In de laatste zes wedstrijden werd er verloren van Armenië, gelijkgespeeld tegen Portugal (2–2) en uiteindelijk kwalificatie afgedwongen na een overwinning op België. Opvallendste speler was Ebi Smolarek, zoon van ex-international Włodzimierz, hij was topscorer in deze kwalificatie-groep, één doelpunt meer dan Christiano Ronaldo (negen doelpunten). Polen plaatste zich voor de eerste keer voor het EK met één punt op Portugal en vier op Servië en Finland, Beenhakker werd onderscheiden met de Orde Polonia Restituta. Het EK in Oostenrijk en Zwitserland werd opnieuw een teleurstelling, Polen begon met een 2–0 nederlaag met twee treffers van de in Polen geboren Lukas Podolski. In de wedstrijd tegen Oostenrijk verspeelde Polen in de slotfase de overwinning dankzij een makkelijk gegeven strafschop en waren kansen op de kwartfinales zo goed als verkeken. De laatste wedstrijd werd met 1–0 van het geplaatste Kroatië, dat met een B-elftal aantrad verloren.

#### WK 2010
Polen begon de kwalificatie wisselvallig met een gelijkspel thuis tegen Slovenië, een overwinning op Tsjechië en een nederlaag tegen Slowakije. In februari 2009 besloot Leo Beenhakker zijn baan als bondscoach met de functie technisch adviseur bij Feyenoord, hetgeen reuring opleverde bij de Poolse bond. Kwalificatie werd steeds meer een moeizame zaak na een nederlaag tegen Noord-Ierland, opvallend waren twee blunders van de Poolse doelman Borac. Na een nieuwe nederlaag tegen Slovenië waren de kansen op WK-deelname verkeken en Beenhakker werd ontslagen. Polen eindigde op de vijfde en voorlaatste plaats in zijn groep, vijf van de tien wedstrijden leverde een nederlaag op. In deze dramatische cyclus boekte Polen wel zijn grootste overwinning tot dusverre: 10–0 tegen San Marino, Robert Lewandowski maakte zijn debuut tijdens deze cyclus.

#### EK 2012

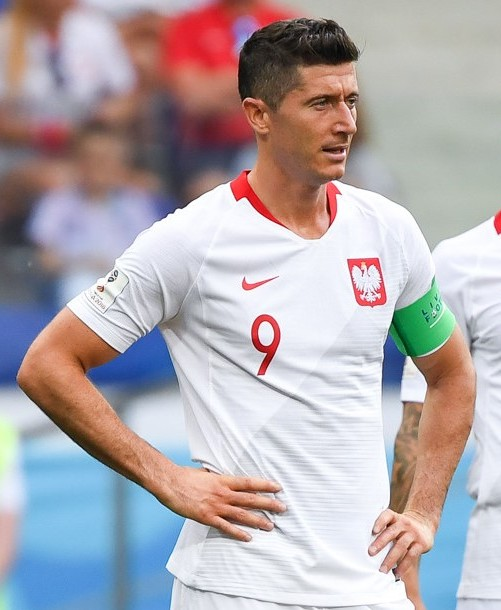
Robert Lewandowski

Polen organiseerde samen met Oekraïne de EK-eindronde. De openingswedstrijd tegen Griekenland leverde in de eerste helft een voorsprong voor dankzij een doelpunt van Lewandowski, maar in de tweede helft kantelde de wedstrijd. Na de gelijkmaker werd doelman Wojciech Szczęsny uit het veld gestuurd en kreeg Polen een strafschop tegen. PSV-doelman Przemysław Tytoń verrichtte een heldenrol door de penalty te stoppen. Ook de tweede wedstrijd, tegen Rusland, eindigde in een 1–1 gelijkspel, na de wedstrijd braken er ernstige rellen uit tussen Poolse en Russische supporters. De laatste wedstrijd tegen Tsjechië moest gewonnen worden. Polen begon stormachtig, maar wist niet te scoren. In de tweede helft verloor Polen het initiatief en Tsjechië sloeg toe met een beslissend doelpunt, Polen was voor de vierde achtereenvolgende keer al in de eerste ronde uitgeschakeld op een groot internationaal toernooi.

### 2012-heden: Periode Lewandowski

#### WK 2014
Bij Borussia Dortmund groeide Robert Lewandowski uit tot een wereldster, Borussia schakelde Real Madrid uit door vier doelpunten van de Poolse aanvaller. Bij het Poolse team mocht het nog niet lukken, hij scoorde drie keer in tien wedstrijden waaronder twee keer tegen laagvlieger San Marino. Polen won maar drie van de tien wedstrijden en eindigde op ruime achterstand op Engeland en Oekraïne, waarna het was uitgeschakeld.

#### EK 2016

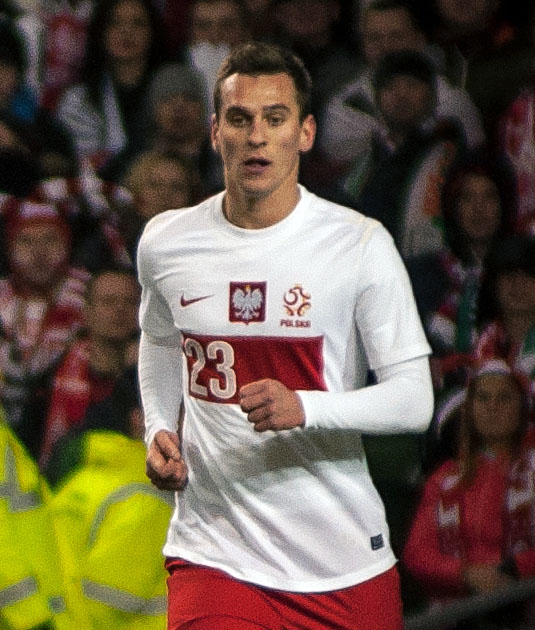
Arkadiusz Milik

Lewandowski was inmiddels getransfereerd naar FC Bayern München en scoorde nu ook volop in het Poolse team met dertien doelpunten uit tien wedstrijden. Polen won in de tweede wedstrijd met 2–0 van wereldkampioen Duitsland. Arkadiusz Milik maakte het eerste doelpunt. Op de laatste speeldag stond Polen gelijk met Ierland (achter Duitsland) en na een 2–1 overwinning was de ploeg zeker van EK-deelname. Polen straalde op de Eindronde in Frankrijk vooral degelijkheid uit: Noord-Ierland en Oekraïne werden met 1–0 verslagen en de wedstrijd tegen Duitsland eindigde in 0–0. De play-offwedstrijden tegen Zwitserland en Portugal moesten beide door middel van strafschoppen worden beslist. Tegen Zwitserland werden de strafschoppen beter genomen maar tegen Portugal miste Jakub Błaszczykowski als enige speler.

#### WK 2018

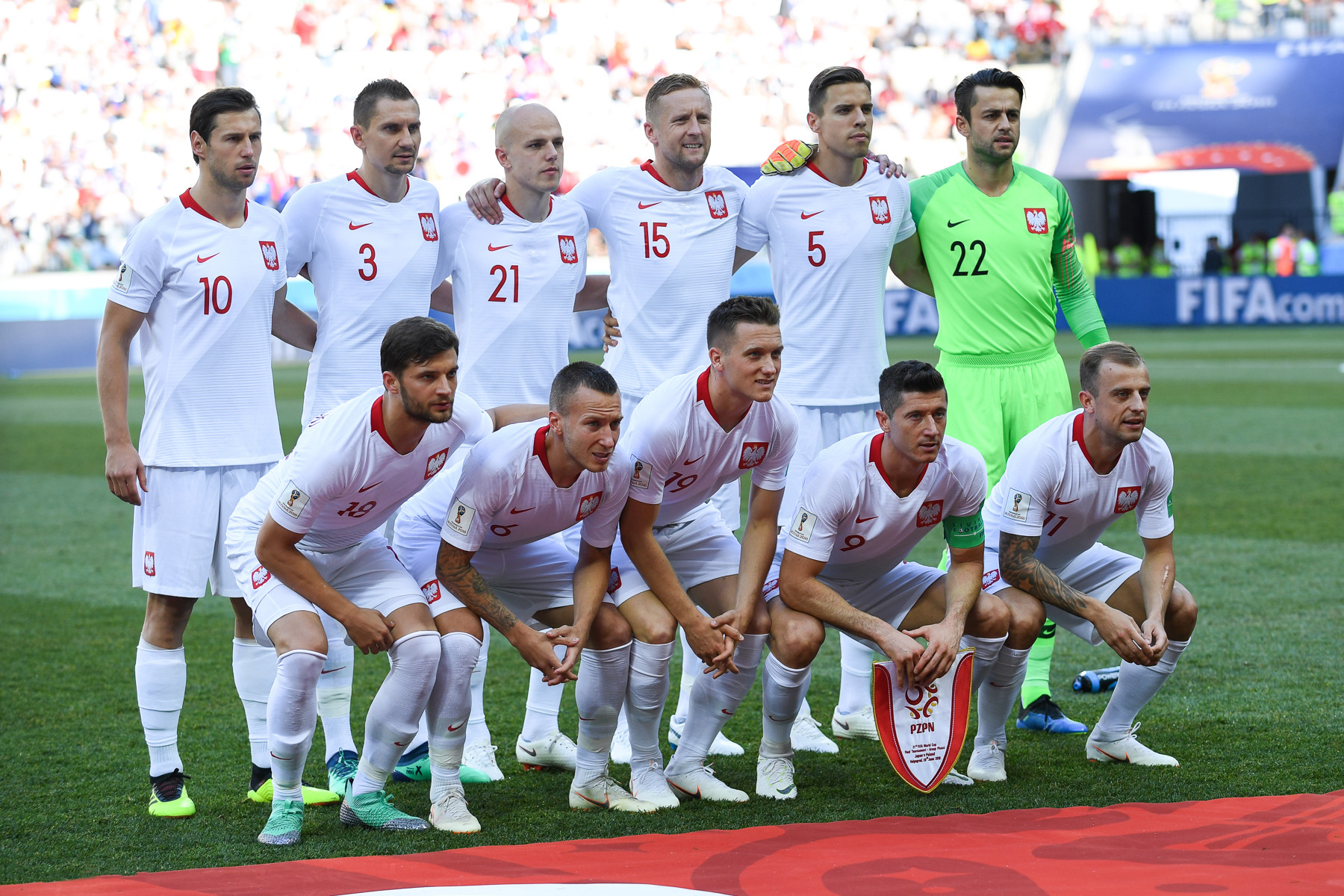
Pools voetbalelftal, 2018.

In de kwalificatie voor het WK scoorde Lewandowski zestien keer in tien wedstrijden; in een van de tien wedstrijden scoorde hij niet. In de thuiswedstrijden tegen Denemarken en Roemenië maakte hij in beide wedstrijden alle drie de Poolse doelpunten. Polen begon de cyclus matig met een 2–2 gelijkspel tegen Kazachstan, maar na vijf opeenvolgende overwinningen had de ploeg een voorsprong van zes punten op Denemarken en Montenegro. Na een 4–0 nederlaag tegen Denemarken werd de achterstand tot drie punten gereduceerd, maar na drie opeenvolgende overwinningen werd directe kwalificatie zeker gesteld. Door de goede resultaten van de laatste jaren steeg Polen naar de vijfde plaats op de FIFA-lijst en was het geplaatst als groepshoofd voor het WK in Rusland. In groep H verloor Polen van achtereenvolgens Senegal (1–2) en Colombia (0–3), waarna de 1–0 zege op Japan niet toereikend was voor een plaats in de achtste finales.

## Deelname aan internationale toernooien

### Wereldkampioenschap
| Wereldkampioenschap voetbal | Wereldkampioenschap voetbal    | Wereldkampioenschap voetbal    | Wereldkampioenschap voetbal    | Wereldkampioenschap voetbal    | Wereldkampioenschap voetbal    | Wereldkampioenschap voetbal    | Wereldkampioenschap voetbal    | Wereldkampioenschap voetbal    | Wereldkampioenschap voetbal |
| Jaar                        | Ronde                          | Wed.                           | W                              | G                              | V                              | DV                             | DT                             | Kwal                           |                             |
| --------------------------- | ------------------------------ | ------------------------------ | ------------------------------ | ------------------------------ | ------------------------------ | ------------------------------ | ------------------------------ | ------------------------------ | --------------------------- |
| 1930                        | Geen deelname                  | Geen deelname                  | Geen deelname                  | Geen deelname                  | Geen deelname                  | Geen deelname                  | Geen deelname                  | Geen deelname                  |                             |
| 1934                        | Niet gekwalificeerd            | Niet gekwalificeerd            | Niet gekwalificeerd            | Niet gekwalificeerd            | Niet gekwalificeerd            | Niet gekwalificeerd            | Niet gekwalificeerd            | Niet gekwalificeerd            |                             |
| 1938                        | Eerste ronde                   | 1                              | 0                              | 0                              | 1                              | 5                              | 6                              | (Kwal.)                        |                             |
| 1950                        | Geen deelname                  | Geen deelname                  | Geen deelname                  | Geen deelname                  | Geen deelname                  | Geen deelname                  | Geen deelname                  | Geen deelname                  |                             |
| 1954                        | Teruggetrokken                 | Teruggetrokken                 | Teruggetrokken                 | Teruggetrokken                 | Teruggetrokken                 | Teruggetrokken                 | Teruggetrokken                 | Teruggetrokken                 |                             |
| 1958                        | Niet gekwalificeerd            | Niet gekwalificeerd            | Niet gekwalificeerd            | Niet gekwalificeerd            | Niet gekwalificeerd            | Niet gekwalificeerd            | Niet gekwalificeerd            | Niet gekwalificeerd            |                             |
| 1962                        | Niet gekwalificeerd            | Niet gekwalificeerd            | Niet gekwalificeerd            | Niet gekwalificeerd            | Niet gekwalificeerd            | Niet gekwalificeerd            | Niet gekwalificeerd            | Niet gekwalificeerd            |                             |
| 1966                        | Niet gekwalificeerd            | Niet gekwalificeerd            | Niet gekwalificeerd            | Niet gekwalificeerd            | Niet gekwalificeerd            | Niet gekwalificeerd            | Niet gekwalificeerd            | Niet gekwalificeerd            |                             |
| 1970                        | Niet gekwalificeerd            | Niet gekwalificeerd            | Niet gekwalificeerd            | Niet gekwalificeerd            | Niet gekwalificeerd            | Niet gekwalificeerd            | Niet gekwalificeerd            | Niet gekwalificeerd            |                             |
| 1974                        | Derde                          | 7                              | 6                              | 0                              | 1                              | 16                             | 5                              | (Kwal.)                        |                             |
| 1978                        | Tweede ronde                   | 6                              | 3                              | 1                              | 2                              | 6                              | 6                              | (Kwal.)                        |                             |
| 1982                        | Derde                          | 7                              | 3                              | 3                              | 1                              | 11                             | 5                              | (Kwal.)                        |                             |
| 1986                        | Achtste finale                 | 4                              | 1                              | 1                              | 2                              | 1                              | 7                              | (Kwal.)                        |                             |
| 1990                        | Niet gekwalificeerd            | Niet gekwalificeerd            | Niet gekwalificeerd            | Niet gekwalificeerd            | Niet gekwalificeerd            | Niet gekwalificeerd            | Niet gekwalificeerd            | Niet gekwalificeerd            |                             |
| 1994                        | Niet gekwalificeerd            | Niet gekwalificeerd            | Niet gekwalificeerd            | Niet gekwalificeerd            | Niet gekwalificeerd            | Niet gekwalificeerd            | Niet gekwalificeerd            | Niet gekwalificeerd            |                             |
| 1998                        | Niet gekwalificeerd            | Niet gekwalificeerd            | Niet gekwalificeerd            | Niet gekwalificeerd            | Niet gekwalificeerd            | Niet gekwalificeerd            | Niet gekwalificeerd            | Niet gekwalificeerd            |                             |
| 2002                        | Groepsfase                     | 3                              | 1                              | 0                              | 2                              | 3                              | 7                              | (Kwal.)                        |                             |
| 2006                        | Groepsfase                     | 3                              | 1                              | 0                              | 2                              | 2                              | 4                              | (Kwal.)                        |                             |
| 2010                        | Niet gekwalificeerd            | Niet gekwalificeerd            | Niet gekwalificeerd            | Niet gekwalificeerd            | Niet gekwalificeerd            | Niet gekwalificeerd            | Niet gekwalificeerd            | Niet gekwalificeerd            |                             |
| 2014                        | Niet gekwalificeerd            | Niet gekwalificeerd            | Niet gekwalificeerd            | Niet gekwalificeerd            | Niet gekwalificeerd            | Niet gekwalificeerd            | Niet gekwalificeerd            | Niet gekwalificeerd            |                             |
| 2018                        | Groepsfase                     | 3                              | 1                              | 0                              | 2                              | 2                              | 5                              | (Kwal)                         |                             |
| 2022                        | Achtste finale                 | 4                              | 1                              | 1                              | 2                              | 3                              | 5                              | (Kwal.)                        |                             |
| 2026                        | Kwalificatie nog niet begonnen | Kwalificatie nog niet begonnen | Kwalificatie nog niet begonnen | Kwalificatie nog niet begonnen | Kwalificatie nog niet begonnen | Kwalificatie nog niet begonnen | Kwalificatie nog niet begonnen | Kwalificatie nog niet begonnen |                             |

### Europees kampioenschap
| Europees kampioenschap voetbal |                     |                     |                     |                     |                     |                     |                     |                     |
| Jaar                           | Ronde               | Wed.                | W                   | G                   | V                   | DV                  | DT                  | Kwal                |
| 1960                           | Niet gekwalificeerd | Niet gekwalificeerd | Niet gekwalificeerd | Niet gekwalificeerd | Niet gekwalificeerd | Niet gekwalificeerd | Niet gekwalificeerd | Niet gekwalificeerd |
| 1964                           | Niet gekwalificeerd | Niet gekwalificeerd | Niet gekwalificeerd | Niet gekwalificeerd | Niet gekwalificeerd | Niet gekwalificeerd | Niet gekwalificeerd | Niet gekwalificeerd |
| 1968                           | Niet gekwalificeerd | Niet gekwalificeerd | Niet gekwalificeerd | Niet gekwalificeerd | Niet gekwalificeerd | Niet gekwalificeerd | Niet gekwalificeerd | Niet gekwalificeerd |
| 1972                           | Niet gekwalificeerd | Niet gekwalificeerd | Niet gekwalificeerd | Niet gekwalificeerd | Niet gekwalificeerd | Niet gekwalificeerd | Niet gekwalificeerd | Niet gekwalificeerd |
| 1976                           | Niet gekwalificeerd | Niet gekwalificeerd | Niet gekwalificeerd | Niet gekwalificeerd | Niet gekwalificeerd | Niet gekwalificeerd | Niet gekwalificeerd | Niet gekwalificeerd |
| 1980                           | Niet gekwalificeerd | Niet gekwalificeerd | Niet gekwalificeerd | Niet gekwalificeerd | Niet gekwalificeerd | Niet gekwalificeerd | Niet gekwalificeerd | Niet gekwalificeerd |
| 1984                           | Niet gekwalificeerd | Niet gekwalificeerd | Niet gekwalificeerd | Niet gekwalificeerd | Niet gekwalificeerd | Niet gekwalificeerd | Niet gekwalificeerd | Niet gekwalificeerd |
| 1988                           | Niet gekwalificeerd | Niet gekwalificeerd | Niet gekwalificeerd | Niet gekwalificeerd | Niet gekwalificeerd | Niet gekwalificeerd | Niet gekwalificeerd | Niet gekwalificeerd |
| 1992                           | Niet gekwalificeerd | Niet gekwalificeerd | Niet gekwalificeerd | Niet gekwalificeerd | Niet gekwalificeerd | Niet gekwalificeerd | Niet gekwalificeerd | Niet gekwalificeerd |
| 1996                           | Niet gekwalificeerd | Niet gekwalificeerd | Niet gekwalificeerd | Niet gekwalificeerd | Niet gekwalificeerd | Niet gekwalificeerd | Niet gekwalificeerd | Niet gekwalificeerd |
| 2000                           | Niet gekwalificeerd | Niet gekwalificeerd | Niet gekwalificeerd | Niet gekwalificeerd | Niet gekwalificeerd | Niet gekwalificeerd | Niet gekwalificeerd | Niet gekwalificeerd |
| 2004                           | Niet gekwalificeerd | Niet gekwalificeerd | Niet gekwalificeerd | Niet gekwalificeerd | Niet gekwalificeerd | Niet gekwalificeerd | Niet gekwalificeerd | Niet gekwalificeerd |
| 2008                           | Groepsfase          | 3                   | 0                   | 1                   | 2                   | 1                   | 4                   | (Kwal.)             |
| 2012                           | Groepsfase          | 3                   | 0                   | 2                   | 1                   | 2                   | 3                   |                     |
| 2016                           | Kwartfinale         | 5                   | 2                   | 3                   | 0                   | 4                   | 2                   | (Kwal.)             |
| 2020                           | Groepsfase          | 3                   | 0                   | 1                   | 2                   | 4                   | 6                   | (Kwal.)             |
| 2024                           | Groepsfase          | 3                   | 0                   | 1                   | 2                   | 3                   | 6                   | (Kwal.)             |

### UEFA Nations League
| 2018–19 | A | 10e | 4 | 0 | 2 | 2 | 4 | 6  | Stabiel |
| 2020–21 | A | 10e | 6 | 2 | 1 | 3 | 6 | 6  | Stabiel |
| 2022–23 | A | 11e | 6 | 2 | 1 | 3 | 6 | 12 | Stabiel |

## FIFA-wereldranglijst[4]
| 1993 | 1994 | 1995 | 1996 | 1997 | 1998 | 1999 | 2000 | 2001 | 2002 | 2003 | 2004 | 2005 | 2006 | 2007 | 2008 | 2009 | 2010 | 2011 | 2012 | 2013 | 2014 | 2015 | 2016 | 2017 | 2018 | 2019 | 2020 | 2021 | 2022 | 2023 | 2024 |
| ---- | ---- | ---- | ---- | ---- | ---- | ---- | ---- | ---- | ---- | ---- | ---- | ---- | ---- | ---- | ---- | ---- | ---- | ---- | ---- | ---- | ---- | ---- | ---- | ---- | ---- | ---- | ---- | ---- | ---- | ---- | ---- |
| 28   | 29   | 33   | 53   | 48   | 31   | 32   | 43   | 33   | 34   | 25   | 25   | 22   | 24   | 22   | 34   | 58   | 73   | 66   | 55   | 76   | 41   | 34   | 15   | 7    | 20   | 19   | 19   | 27   | 22   | 31   | 35   |

## Huidige selectie
De volgende spelers behoren tot de selectie voor het EK 2024.
Interlands en doelpunten bijgewerkt tot en met de wedstrijd tegen  Frankrijk gespeeld op 24 juni 2024.
| Nr.         | Naam                  | Wed. | Dlpnt. | Club                   |
| ----------- | --------------------- | ---- | ------ | ---------------------- |
| Doel        |                       |      |        |                        |
| 1           | Wojciech Szczęsny     | 84   | 0      | Juventus               |
| 12          | Łukasz Skorupski      | 11   | 0      | Bologna                |
| 22          | Marcin Bułka          | 1    | 0      | OGC Nice               |
| Verdediging |                       |      |        |                        |
| 2           | Bartosz Salamon       | 15   | 0      | Lech Poznań            |
| 3           | Paweł Dawidowicz      | 13   | 0      | Hellas Verona          |
| 4           | Sebastian Walukiewicz | 4    | 1      | Empoli                 |
| 5           | Jan Bednarek          | 60   | 1      | Southampton            |
| 14          | Jakub Kiwior          | 26   | 1      | Arsenal                |
| 15          | Tymoteusz Puchacz     | 14   | 0      | 1. FC Kaiserslautern   |
| 18          | Bartosz Bereszyński   | 56   | 0      | Empoli                 |
| Middenveld  |                       |      |        |                        |
| 6           | Jakub Piotrowski      | 8    | 2      | Loedogorets            |
| 8           | Jakub Moder           | 26   | 2      | Brighton & Hove Albion |
| 10          | Piotr Zieliński       | 93   | 12     | Napoli                 |
| 11          | Kamil Grosicki        | 94   | 17     | Pogoń Szczecin         |
| 13          | Taras Romanczuk       | 4    | 1      | Jagiellonia Białystok  |
| 17          | Damian Szymański      | 18   | 2      | AEK Athene             |
| 19          | Przemysław Frankowski | 44   | 3      | RC Lens                |
| 20          | Sebastian Szymański   | 36   | 3      | Fenerbahçe             |
| 21          | Nicola Zalewski       | 21   | 1      | AS Roma                |
| 24          | Bartosz Slisz         | 11   | 0      | Atlanta United         |
| 25          | Michał Skóraś         | 9    | 0      | Club Brugge            |
| 26          | Kacper Urbański       | 5    | 0      | Bologna                |
| Aanval      |                       |      |        |                        |
| 7           | Karol Świderski       | 34   | 11     | Hellas Verona          |
| 9           | Robert Lewandowski    | 152  | 83     | FC Barcelona           |
| 16          | Adam Buksa            | 17   | 7      | Antalyaspor            |
| 23          | Krzysztof Piątek      | 30   | 12     | Istanbul Başakşehir    |

## Topscorers
| Nr. | Naam                 | Aantal |
| 1   | Robert Lewandowski   | 82     |
| 2   | Włodzimierz Lubański | 45     |
| 3   | Grzegorz Lato        | 42     |
| 4   | Kazimierz Deyna†     | 33     |
| 5   | Ernest Pol†          | 30     |
| 6   | Gerard Cieślik†      | 29     |
| 7   | Andrzej Szarmach     | 28     |
| 8   | Zbigniew Boniek      | 24     |
| 9   | Ernest Wilimowski†   | 21     |
| 9   | Jakub Błaszczykowski | 21     |
| 10  | Dariusz Dziekanowski | 20     |
| 10  | Euzebiusz Smolarek   | 20     |

## Statistieken
- Bijgewerkt tot en met de EK-wedstrijd tegen  Frankrijk (1-1) gespeeld op 25 juni 2024; in onderstaand overzicht zijn alleen de A-interlands meegeteld.[5]

### Afrika
| Tegenstander | Wed. | W | G | V | DV | DT | DS | Details |
| ------------ | ---- | - | - | - | -- | -- | -- | ------- |
| Algerije     | 2    | 2 | 0 | 0 | 6  | 1  | +5 | details |
| Egypte       | 2    | 0 | 1 | 1 | 0  | 4  | –4 | details |
| Ghana        | 1    | 1 | 0 | 0 | 4  | 0  | +4 | details |
| Ivoorkust    | 1    | 1 | 0 | 0 | 3  | 1  | +2 | details |
| Kameroen     | 3    | 0 | 2 | 1 | 0  | 3  | –3 | details |
| Libië        | 1    | 1 | 0 | 0 | 5  | 0  | +5 | details |
| Marokko      | 5    | 2 | 2 | 1 | 9  | 3  | +6 | details |
| Nigeria      | 1    | 0 | 0 | 1 | 0  | 1  | –1 | details |
| Senegal      | 1    | 0 | 0 | 1 | 1  | 2  | –1 | details |
| Tunesië      | 4    | 3 | 0 | 1 | 9  | 2  | +7 | details |
| Zuid-Afrika  | 1    | 1 | 0 | 0 | 1  | 0  | +1 | details |

### Azië
| Tegenstander  | Wed. | W | G | V | DV | DT | DS  | Details |
| ------------- | ---- | - | - | - | -- | -- | --- | ------- |
| China         | 2    | 2 | 0 | 0 | 2  | 0  | +2  | details |
| India         | 1    | 1 | 0 | 0 | 2  | 1  | +1  | details |
| Irak          | 4    | 2 | 1 | 1 | 6  | 2  | +4  | details |
| Iran          | 3    | 3 | 0 | 0 | 6  | 2  | +4  | details |
| Israël        | 13   | 7 | 4 | 2 | 28 | 15 | +13 | details |
| Japan         | 7    | 5 | 0 | 2 | 14 | 11 | +3  | details |
| Kazachstan    | 5    | 4 | 1 | 0 | 12 | 3  | +9  | details |
| Koeweit       | 2    | 1 | 1 | 0 | 3  | 1  | +2  | details |
| Noord-Korea   | 2    | 1 | 1 | 0 | 7  | 2  | +5  | details |
| Saoedi-Arabië | 4    | 4 | 0 | 0 | 7  | 2  | +5  | details |
| Singapore     | 1    | 1 | 0 | 0 | 6  | 1  | +5  | details |
| Thailand      | 1    | 1 | 0 | 0 | 3  | 1  | +2  | details |
| V.A.E.        | 2    | 2 | 0 | 0 | 9  | 2  | +7  | details |
| Zuid-Korea    | 3    | 1 | 1 | 1 | 5  | 6  | –1  | details |

### Europa
| Tegenstander                   | Wed. | W  | G  | V  | DV | DT | DS  | Details |
| ------------------------------ | ---- | -- | -- | -- | -- | -- | --- | ------- |
| Albanië                        | 15   | 10 | 3  | 2  | 20 | 10 | +10 | details |
| Andorra                        | 3    | 3  | 0  | 0  | 11 | 1  | +10 | details |
| Armenië                        | 7    | 5  | 1  | 1  | 15 | 4  | +11 | details |
| Azerbeidzjan                   | 6    | 5  | 1  | 0  | 20 | 1  | +19 | details |
| België                         | 21   | 7  | 6  | 8  | 27 | 27 | 0   | details |
| Bosnië en Herzegovina          | 5    | 4  | 1  | 0  | 9  | 3  | +6  | details |
| Bulgarije                      | 26   | 12 | 8  | 6  | 48 | 32 | +16 | details |
| Cyprus                         | 7    | 4  | 3  | 0  | 14 | 5  | +9  | details |
| Duitse Democratische Republiek | 19   | 9  | 4  | 6  | 26 | 27 | –1  | details |
| Denemarken                     | 22   | 8  | 3  | 12 | 37 | 26 | +11 | details |
| Duitsland                      | 22   | 2  | 7  | 13 | 13 | 34 | –21 | details |
| Engeland                       | 21   | 1  | 8  | 12 | 13 | 33 | –20 | details |
| Estland                        | 10   | 8  | 1  | 1  | 23 | 5  | +18 | details |
| Faeröer                        | 4    | 5  | 0  | 0  | 16 | 1  | +15 | details |
| Finland                        | 33   | 21 | 8  | 4  | 81 | 30 | +51 | details |
| Frankrijk                      | 19   | 4  | 6  | 9  | 20 | 32 | –12 | details |
| Georgië                        | 5    | 4  | 0  | 1  | 13 | 4  | +9  | details |
| Gibraltar                      | 2    | 2  | 0  | 0  | 15 | 0  | +15 | details |
| Griekenland                    | 17   | 10 | 4  | 3  | 30 | 13 | +17 | details |
| Hongarije                      | 34   | 8  | 5  | 21 | 43 | 92 | –49 | details |
| Ierland                        | 27   | 10 | 11 | 6  | 41 | 28 | +13 | details |
| IJsland                        | 7    | 5  | 2  | 0  | 15 | 7  | +8  | details |
| Italië                         | 20   | 3  | 8  | 9  | 10 | 27 | –17 | details |
| Joegoslavië                    | 19   | 6  | 4  | 9  | 39 | 46 | –7  | details |
| Kroatië                        | 5    | 1  | 1  | 3  | 3  | 7  | –4  | details |
| Letland                        | 16   | 12 | 2  | 2  | 42 | 15 | +27 | details |
| Liechtenstein                  | 1    | 1  | 0  | 0  | 2  | 0  | +2  | details |
| Litouwen                       | 10   | 5  | 3  | 2  | 16 | 7  | +9  | details |
| Luxemburg                      | 7    | 6  | 1  | 0  | 26 | 5  | +21 | details |
| Malta                          | 4    | 4  | 0  | 0  | 13 | 0  | +13 | details |
| Moldavië                       | 8    | 5  | 2  | 1  | 13 | 6  | +7  | details |
| Montenegro                     | 4    | 2  | 2  | 0  | 9  | 6  | +3  | details |
| Nederland                      | 20   | 3  | 7  | 10 | 20 | 30 | –10 | details |
| Noord-Ierland                  | 8    | 4  | 1  | 3  | 11 | 9  | +2  | details |
| Noord-Macedonië                | 5    | 4  | 1  | 0  | 11 | 2  | +9  | details |
| Noorwegen                      | 19   | 12 | 3  | 4  | 58 | 26 | +32 | details |
| Oekraïne                       | 10   | 5  | 2  | 3  | 14 | 10 | +4  | details |
| Oostenrijk                     | 11   | 5  | 2  | 4  | 20 | 20 | 0   | details |
| Portugal                       | 13   | 3  | 4  | 6  | 13 | 18 | –5  | details |
| Roemenië                       | 34   | 6  | 15 | 13 | 53 | 52 | –1  | details |
| Rusland                        | 5    | 1  | 3  | 1  | 7  | 7  | 0   | details |
| San Marino                     | 8    | 8  | 0  | 0  | 41 | 2  | +39 | details |
| Schotland                      | 11   | 3  | 6  | 2  | 15 | 14 | +1  | details |
| Servië                         | 5    | 2  | 3  | 0  | 5  | 3  | +2  | details |
| Servië en Montenegro           | 2    | 2  | 0  | 0  | 7  | 5  | +2  | details |
| Slovenië                       | 5    | 3  | 1  | 1  | 7  | 4  | +3  | details |
| Slowakije                      | 10   | 3  | 2  | 5  | 15 | 15 | 0   | details |
| Sovjet-Unie                    | 14   | 3  | 3  | 8  | 11 | 27 | –16 | details |
| Spanje                         | 13   | 3  | 2  | 8  | 13 | 28 | –15 | details |
| Tsjecho-Slowakije              | 19   | 4  | 5  | 10 | 27 | 43 | –16 | details |
| Tsjechië                       | 9    | 4  | 1  | 4  | 12 | 11 | +1  | details |
| Turkije                        | 18   | 12 | 3  | 3  | 41 | 13 | +28 | details |
| Wales                          | 11   | 7  | 3  | 1  | 13 | 6  | +7  | details |
| Wit-Rusland                    | 6    | 2  | 2  | 2  | 9  | 10 | –1  | details |
| Zweden                         | 28   | 9  | 4  | 15 | 41 | 59 | –18 | details |
| Zwitserland                    | 11   | 5  | 5  | 1  | 21 | 12 | +9  | details |

### Oceanië
| Tegenstander  | Wed. | W | G | V | DV | DT | DS | Details |
| ------------- | ---- | - | - | - | -- | -- | -- | ------- |
| Australië     | 1    | 0 | 0 | 1 | 1  | 2  | –1 | details |
| Nieuw-Zeeland | 2    | 2 | 0 | 0 | 2  | 0  | +2 | details |

### Noord- en Zuid-Amerika
| Tegenstander     | Wed. | W | G | V  | DV | DT | DS  | Details |
| ---------------- | ---- | - | - | -- | -- | -- | --- | ------- |
| Argentinië       | 13   | 3 | 2 | 8  | 12 | 22 | –10 | details |
| Bolivia          | 2    | 2 | 0 | 0  | 3  | 1  | +2  | details |
| Brazilië         | 15   | 3 | 2 | 10 | 24 | 39 | –15 | details |
| Canada           | 5    | 5 | 0 | 0  | 19 | 4  | +15 | details |
| Chili            | 2    | 1 | 1 | 0  | 3  | 2  | +1  | details |
| Colombia         | 7    | 3 | 0 | 4  | 13 | 11 | +2  | details |
| Costa Rica       | 3    | 3 | 0 | 0  | 8  | 3  | +5  | details |
| Ecuador          | 3    | 1 | 1 | 1  | 5  | 4  | +1  | details |
| Guatemala        | 2    | 1 | 1 | 0  | 3  | 2  | +1  | details |
| Haïti            | 3    | 2 | 0 | 1  | 11 | 3  | +8  | details |
| Mexico           | 9    | 3 | 3 | 3  | 9  | 13 | –4  | details |
| Paraguay         | 1    | 0 | 0 | 1  | 0  | 4  | –4  | details |
| Peru             | 3    | 3 | 0 | 0  | 9  | 2  | +7  | details |
| Uruguay          | 4    | 1 | 2 | 1  | 4  | 5  | –1  | details |
| Verenigde Staten | 17   | 7 | 3 | 7  | 36 | 22 | +4  | details |

Poolse voetbalbond · A-internationals · Selecties · Statistieken · Pools vrouwenelftal · Olympisch elftal · Polen U21 · Polen U20 · Polen U19 · Polen U18 · Polen U17 · Polen U16
1921 – 1929 ·
1930 – 1939 ·
1940 – 1949 ·
1950 – 1959 ·
1960 – 1969 ·
1970 – 1979 ·
1980 – 1989 ·
1990 – 1999 ·
2000 – 2009 ·
2010 – 2019 ·
2020 – 2029
EK's: 2008 · 
2012 · 
2016 · 
2020 · 
2024
WK's: 1938 ·
1974 ·
1978 ·
1982 ·
1986 ·
2002 ·
2006 ·
2018 ·
2022
OS: 1924 ·
1936 ·
1972 ·
1976 ·
1992
1921 · 
1922 · 
1923 · 
1924 · 
1925 · 
1926 · 
1927 · 
1928 · 
1929 · 
1930 · 
1931 · 
1932 · 
1933 · 
1934 · 
1935 · 
1936 · 
1937 · 
1938 · 
1939 · 
1940–1946 · 
1947 · 
1948 · 
1949 · 
1950 · 
1951 · 
1952 · 
1953 · 
1954 · 
1955 · 
1956 · 
1957 · 
1958 · 
1959 · 
1960 · 
1961 · 
1962 · 
1963 · 
1964 · 
1965 · 
1966 · 
1967 · 
1968 · 
1969 · 
1970 · 
1971 · 
1972 · 
1973 · 
1974 · 
1975 · 
1976 · 
1977 · 
1978 · 
1979 · 
1980 · 
1981 · 
1982 · 
1983 · 
1984 · 
1985 · 
1986 · 
1987 · 
1988 · 
1989 · 
1990 · 
1991 · 
1992 · 
1993 · 
1994 · 
1995 · 
1996 · 
1997 · 
1998 · 
1999 · 
2000 · 
2001 · 
2002 · 
2003 · 
2004 · 
2005 · 
2006 · 
2007 · 
2008 · 
2009 · 
2010 · 
2011 · 
2012 · 
2013 · 
2014 ·
2015 ·
2016 ·
2017 ·
2018 ·
2019 ·
2020 ·
2021
Albanië ·
Algerije ·
Andorra ·
Argentinië ·
Armenië ·
Australië ·
Azerbeidzjan ·
België ·
Bolivia ·
Bosnië en Herzegovina ·
Brazilië ·
Bulgarije ·
Canada ·
Chili ·
China ·
Colombia ·
Costa Rica ·
Cyprus ·
DDR ·
Denemarken ·
Duitsland ·
Ecuador ·
Egypte ·
Engeland ·
Estland ·
Faeröer · 
Finland ·
Frankrijk ·
Georgië ·
Gibraltar ·
Griekenland ·
Guatemala ·
Haïti ·
Hongarije ·
Ierland ·
India ·
Irak ·
Iran ·
Israël ·
Italië ·
Ivoorkust ·
IJsland ·
Japan ·
Joegoslavië ·
Kameroen ·
Kazachstan ·
Koeweit ·
Kroatië ·
Letland ·
Libië ·
Liechtenstein ·
Litouwen ·
Luxemburg ·
Marokko ·
Malta ·
Mexico ·
Moldavië ·
Montenegro ·
Nederland ·
Nieuw-Zeeland ·
Nigeria ·
Noord-Ierland ·
Noord-Korea ·
Noord-Macedonië ·
Noorwegen ·
Oekraïne ·
Oostenrijk ·
Peru ·
Portugal ·
Roemenië ·
Rusland ·
San Marino ·
Saoedi-Arabië · 
Schotland ·
Senegal ·
Servië ·
Servië en Montenegro · 
Singapore ·
Slovenië ·
Slowakije ·
Sovjet-Unie ·
Spanje ·
Thailand · 
Tsjechië ·
Tsjecho-Slowakije ·
Tunesië ·
Turkije ·
Uruguay ·
Verenigde Arabische Emiraten ·
Verenigde Staten ·
Wales ·
Wit-Rusland ·
Zuid-Afrika ·
Zuid-Korea ·
Zweden ·
Zwitserland
België (1982) ·
Colombia (2018) ·
Costa Rica (2006) ·
Duitsland (2006) ·
Duitsland (2008) ·
Duitsland (2016) ·
Ecuador (2006) ·
Frankrijk (1982) ·
Frankrijk (2022) ·
Griekenland (2012) ·
Italië (1982, 1) ·
Italië (1982, 2) ·
Japan (2018) ·
Kameroen (1982) ·
Kroatië (2008) ·
Noord-Ierland (2016) ·
Oostenrijk (2008) ·
Peru (1982) ·
Rusland (2012) ·
Senegal (2018) ·
Slowakije (2021) ·
Sovjet-Unie (1982) ·
Spanje (2021) ·
Tsjechië (2012) ·
Zweden (2021)
 Albanië ·  Andorra ·  Armenië ·  Azerbeidzjan ·  België ·  Bosnië en Herzegovina ·  Bulgarije ·  Cyprus ·  Denemarken ·  Duitsland ·  Engeland ·  Estland ·  Faeröer ·  Finland ·  Frankrijk ·  Georgië ·  Gibraltar ·  Griekenland ·  Hongarije ·  Ierland ·  IJsland ·  Israël ·  Italië ·  Kazachstan ·  Kosovo ·  Kroatië ·  Letland ·  Liechtenstein ·  Litouwen ·  Luxemburg ·  Malta ·  Moldavië ·  Montenegro ·  Nederland ·  Noord-Ierland ·  Noord-Macedonië ·  Noorwegen ·  Oekraïne ·  Oostenrijk ·  Polen ·  Portugal ·  Roemenië ·  Rusland ·  San Marino ·  Schotland ·  Servië ·  Slovenië ·  Slowakije ·  Spanje ·  Tsjechië ·  Turkije ·  Wales ·  Wit-Rusland ·  Zweden ·  Zwitserland
 Bohemen ·  Bohemen en Moravië ·  Duitse Democratische Republiek ·  Ierland ·  Joegoslavië ·  Servië en Montenegro ·  Tsjecho-Slowakije ·  GOS ·  Saarland ·  Sovjet-Unie